# جنيفر وايت
جنيفر وايت هي لاعبة غولف كندية، ولدت في 10 ديسمبر 1965 في فانكوفر في كندا.

## وصلات خارجية
- جنيفر وايت على موقع رابطة لاعبات الغولف المحترفات (الإنجليزية)